# Districtul Phu Sang
Phu Sang (în thailandeză ภูซาง) este un district (Amphoe) din provincia Phayao, Thailanda, cu o populație de 31.407 locuitori și o suprafață de 293,486 km².

## Componență
Districtul este subdivizat în 5 subdistricte (tambon), care sunt subdivizate în 58 de sate (muban).
| Nr. | Nume         | În thailandeză | Sate | Locuitori |
| --- | ------------ | -------------- | ---- | --------- |
| 1.  | Phu Sang     | ภูซาง           | 9    | 6,425     |
| 2.  | Pa Sak       | ป่าสัก           | 10   | 4,218     |
| 3.  | Thung Kluai  | ทุ่งกล้วย         | 12   | 7,738     |
| 4.  | Chiang Raeng | เชียงแรง        |      | 6,007     |
| 5.  | Sop Bong     | สบบง           | 12   | 7,019     |